# Marlo Sweatman
Marlo Sweatman (Woodbridge, 1994. december 1. –) amerikai születésű jamaicai női labdarúgó. A Haladás-Viktória középpályása.

## Pályafutása

### Klubcsapatokban
A oaktoni Flint Hill Főiskolán kezdett el a labdarúgás iránt érdeklődni, majd a Floridai Állami Egyetemen egy év alatt 6 alkalommal viselte az FSU mezét.
Az Oregoni Egyetemen a labdarúgás mellett atletizált, de lacrosse és kosárlabda edzéseken is részt vett, mielőtt végleg a focira tette le voksát.
Tanulmányai után Los Angelesben az LA Premierben játszott, utána pedig a svéd Töcksfors IF-nél kergette a labdát.

#### St. Mihály
2019 februárjában igazolt a St. Mihály csapatához és a középpálya egyik oszlopaként az NBI-ben 37 meccsen 2 gólt szerzett. Szegeden nagypályán és a teremlabdarúgó bajnokságban is kamatoztatta tudását.

#### Haladás-Viktória
Klubja végül búcsúzni kényszerült az élvonaltól és 2021. július 15-en aláírt a Haladás-Viktória gárdájához. Első, sérülésekkel tarkított szezonjában 20 meccsen 4 gólt szerzett és a zöldek egyik meghatározó játékosa lett.

### A válogatottban
Jamaica színeiben részt vett a 2019-es világbajnokságon.

## Sikerei

### A válogatottban
- Aranykupa bronzérmes (1): 2018[8]

## Statisztikái

### A válogatottban
2022. április 13-al bezárólag
| Jamaica színeiben szerzett góljai | Jamaica színeiben szerzett góljai | Jamaica színeiben szerzett góljai      | Jamaica színeiben szerzett góljai | Jamaica színeiben szerzett góljai | Jamaica színeiben szerzett góljai | Jamaica színeiben szerzett góljai | Jamaica színeiben szerzett góljai |
| --------------------------------- | --------------------------------- | -------------------------------------- | --------------------------------- | --------------------------------- | --------------------------------- | --------------------------------- | --------------------------------- |
|                                   |                                   |                                        |                                   |                                   |                                   |                                   |                                   |
| Gól                               | Dátum                             | Helyszín                               | Ellenfél                          | Találat                           | Eredmény                          | Esemény                           | Forrás                            |
| 1                                 | 2018. augusztus 25.               | Függetlenségi Park, Kingston, Jamaica  | Antigua és Barbuda                | 8–0                               | 9–0                               | 2018-as Aranykupa selejtező       | [ 9 ]                             |
| 2                                 | 2018. október 11.                 | H-E-B Park, Edinburg, Egyesült Államok | Kuba                              | 9–0                               | 9–0                               | 2018-as női CONCACAF-aranykupa    | [ 10 ]                            |
| 3                                 | 2019. március 1.                  | Függetlenségi Park, Kingston, Jamaica  | Chile                             | 1–0                               | 1–0                               | Barátságos mérkőzés               | [ 11 ]                            |

## Magánélete
Egyetemi évei alatt pszichológiát és büntetőjogot tanult.